# Afuá
Afuá – miasto i gmina w Brazylii, w stanie Pará. Znajduje się w mezoregionie Marajó i mikroregionie Furos de Breves.